# Haus in den Buchen
Das Haus in den Buchen ist ein großbürgerliches Wohnhaus in Darmstadt-Eberstadt, Heidelberger Landstraße 69.
Die Villa wurde im Jahre 1914 nach Plänen des Architekten Peter Müller erbaut. Stilistisch gehört die Villa zum Neoklassizismus. Ungewöhnlich für diesen Baustil ist jedoch die asymmetrische Auflösung der Fassade. Der Architekt verlängerte den Balkon von der Mitte des Gebäudes nach Süden und platzierte den Eingang auf die Nordostecke. Bemerkenswerte Details sind das biberschwanzgedeckte Mansarddach, die Balkon-Geländer, das Mosaik-Pflaster am Eingang und der Namenszug über der Haustür.
Die Villa ist ein Beispiel für den neoklassizistischen Baustil in Darmstadt. Sie ist aus architektonischen, baukünstlerischen und stadtgeschichtlichen Gründen ein Kulturdenkmal.